# سبك في قوالب

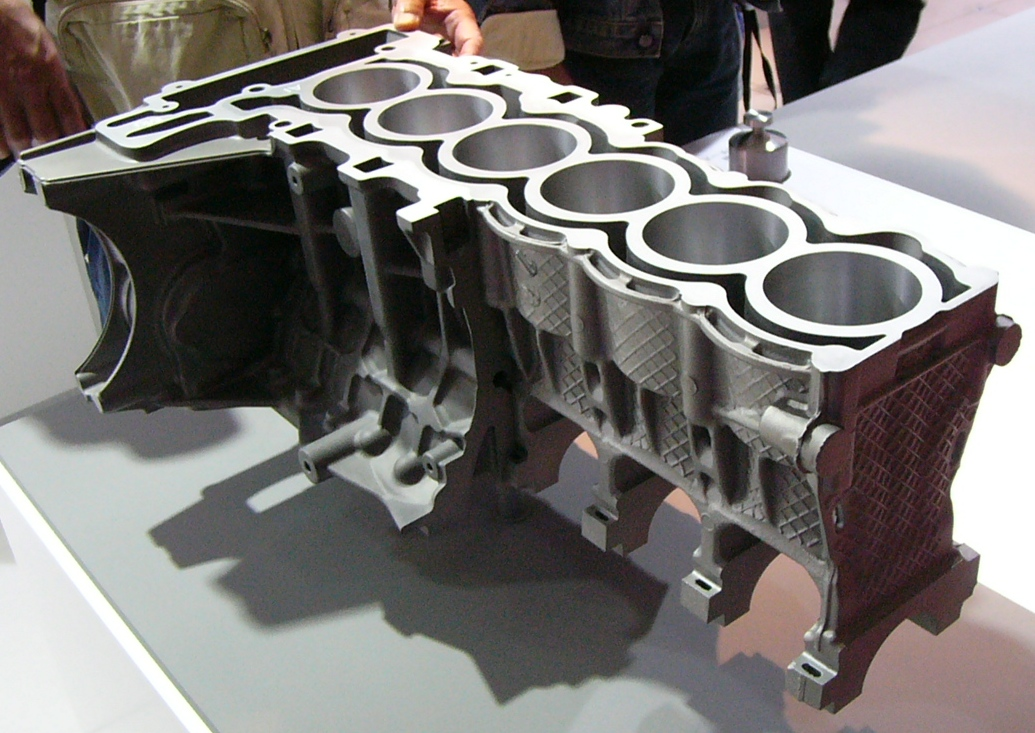
هيكل محرك BMW مصنوع من الألومنيوم والمغنيسيوم المصبوب.

السباكة في القوالب أو الصب بالقالب هي عملية دفع المعدن المنصهر تحت ضغط عالي داخل فجوة (المشكلة داخل القالب)، ويجب أن يكون المسبوك من مادة غير حديدية مثال ذلك الألمنيوم والزنك والمغنيسيوم. كما أن المعادن الحديدية يمكن أن تستخدم في أمور معينة. وتستخدم هذه الطريقة من السبك خصوصًا عندما يكون المنتج ذا حجم صغير أو متوسط، ويكون الإنتاج المطلوب بكميات كبيرة وجودة عالية ودقة عالية في القياسات والأبعاد. وهذه الخواص والمميزات جعلت السبك بالقوالب من أهم طرق إنتاج المعادن على الإطلاق. وفي السنوات السابقة استخدم السبك بالقوالب في حقن البلاستيك لأنها قليلة التكلفة وأخف في المعدات.
تُصنع معظم السبائك من معادن غير حديدية، وتحديدًا سبائك الزنك، والنحاس، والألومنيوم، والمغنيسيوم، والرصاص، والقصدير. وتُستخدم آلة ذات مخزن ساخن أو بارد، حسب نوع المعدن المُصبوب.
تتطلب مُعدات الصب والقوالب المعدنية تكاليف رأسمالية كبيرة، مما يحدّ من إنتاج كميات كبيرة. يُعدّ تصنيع القطع باستخدام الصب بالقالب بسيطًا نسبيًا، إذ يتضمن أربع خطوات رئيسية فقط، مما يُبقي التكلفة التراكمية لكل قطعة منخفضة. وهو مناسب بشكل خاص لكميات كبيرة من المصبوبات الصغيرة والمتوسطة الحجم، ولذلك يُنتج الصب بالقالب عددًا أكبر من المصبوبات مقارنةً بأي عملية صب أخرى. يتميز الصب بالقالب بسطح نهائي ممتاز (وفقًا لمعايير الصب) وتناسق أبعادي.

## نبذة تاريخية
اخترعت السبك في القوالب على يد إليشا روت إليشا روت ‏، ودخل حيز الإنتاج على يد صمويل كولينز Samuel W. Collins لإنتاج الفؤوس في مصنعه في كانتون في ثلاثينيات القرن الثامن عشر.

## الخطوات العملية
هنالك أربع خطوات رئيسية في عملية السبك في القوالب:
- الخطوة الأولى: يرش التجويف الداخلي للقالب بمادة التشحيم ثم يغلق، ولتشحيم دور كبير في خفض درجة حرارة القالب والمساعدة على إخراج المسبوك في النهاية.
- الخطوة الثانية: يحقن المعدن المصهور تحت ضغط عالي (10-175 ميغا باسكال) ولحظة امتلاء القالب يظل الضغط حتى يتصلب المسبوك.
- الخطوة الثالثة: يفتح القالب ويقذف المسبوك خارجا بواسطة مسامير القذف بالإنجليزية (ejector pins).
- الخطوة الرابعة: ينظف المسبوك من الزوائد ويتم التاكد من مطابقته للمواصفات والمقايس المطلوبة.

و يجدر الإشارة هنا إلى أن السبك بالضغط العالي تشغل الحيز الأكبر من الإنتاج الكمي المعتمد على هذا الأسلوب.

## المعدات
هنالك نوعان من السبك في القوالب، الأولى تسمى آلة السبك بالمخزن البارد وآلة السبك بالمخزن الساخن. ويمكن التميز بينهما بالقوة التي يمكن لكل منها إنتاجها والتي تتراوح بين 400 إلى 4,000 طن. تزود ماكينات الخزان الساخن بحوض صهر لتغذية القالب، في البداية يتراجع المكبس إلى الوراء ليسمح للمعدن المصهور بالدخول إلى المضخة ثم إلى الرقبة، وثانيًا يزود المكبس بالقدرة من الغاز المضغوط أو من الزيت ليدفع المعدن المصهور خارج الرقبة عبر الفوهة وصولًا إلى التجويف الذي في القالب، والذي يميز هذا النظام هو السرعة (15 دورة في الدقيقة) والتلائم السريع بين المعدن والقالب، والعيوب هو ارتفاع درجة حرارة الانصهار للمعدن لذلك تستخدم هذه الآلات رئيسيًا في الزنك والقصدير وسبائك الرصاص.

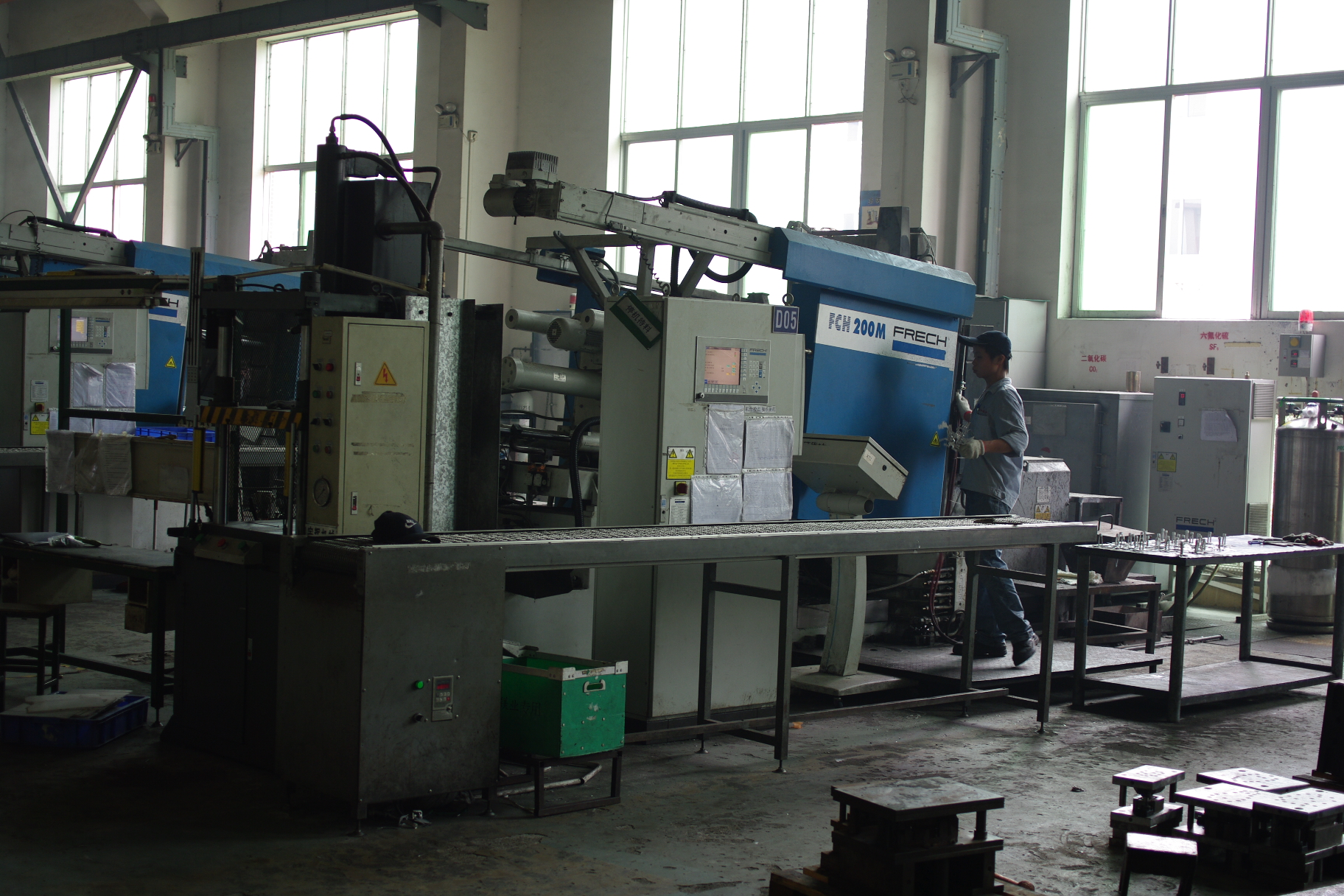
آلة حقن
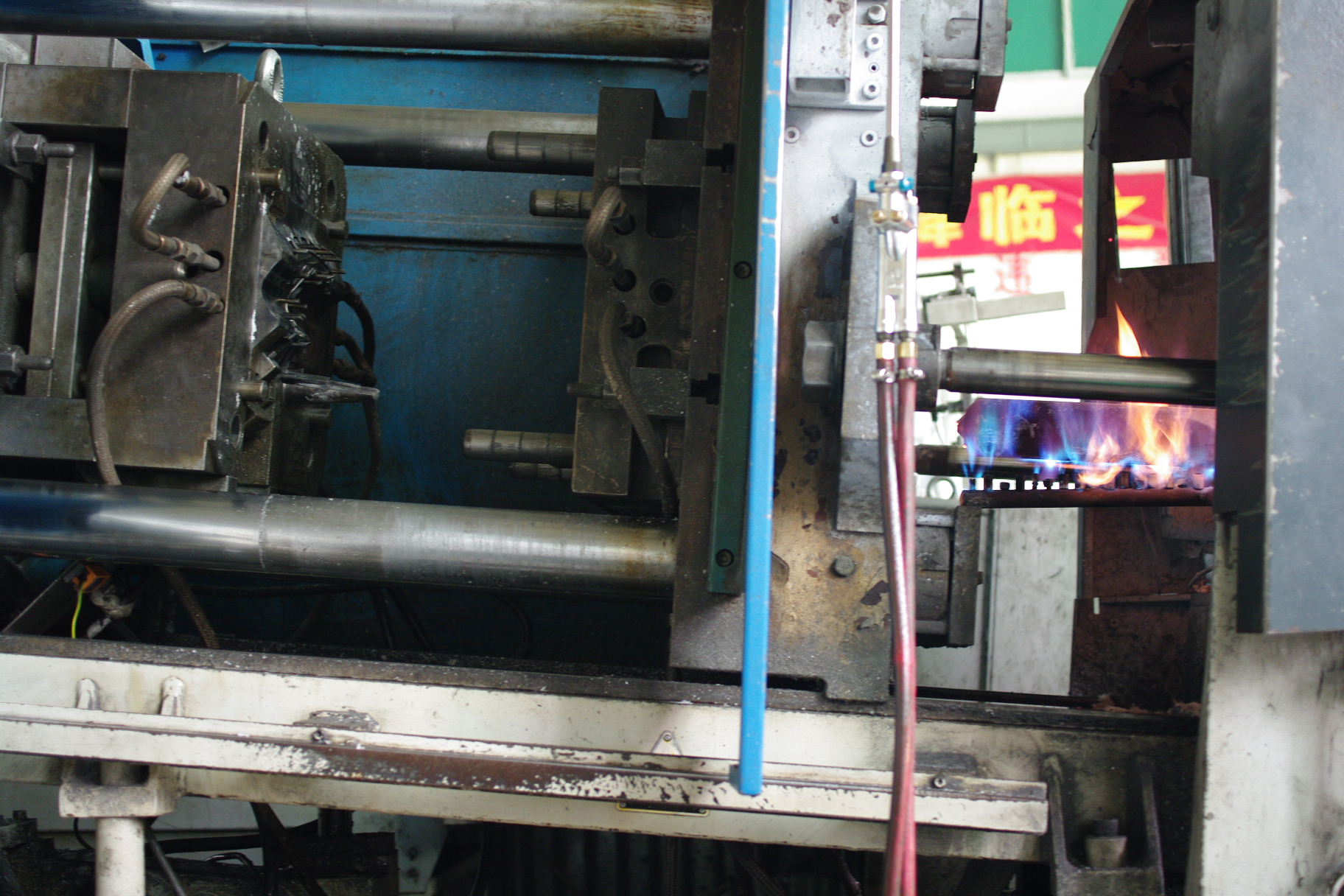
قالب مفتوح والرقبة
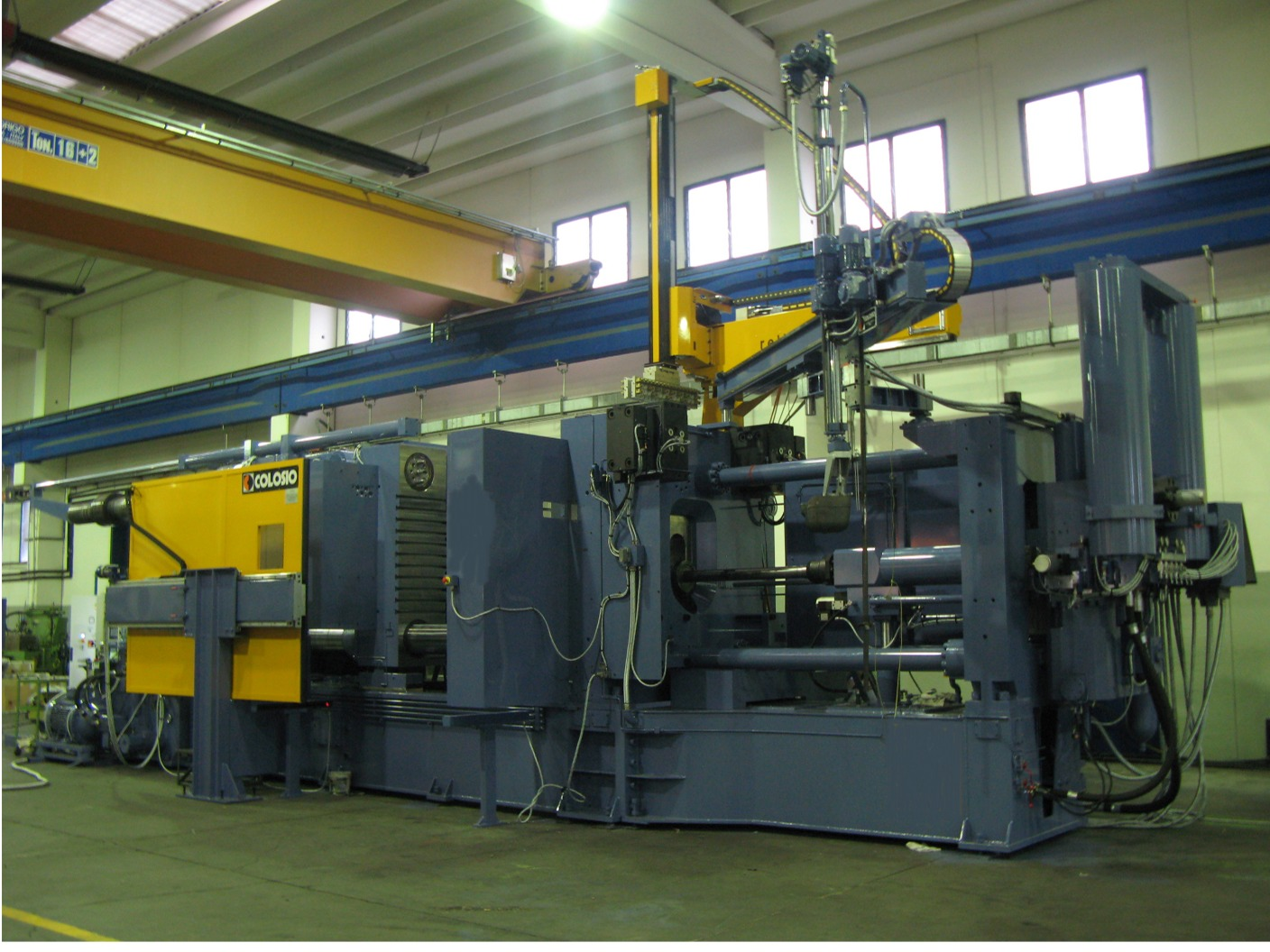
خلية عمل كاملة

أما آلات الخزان البارد فتستخدم عندما يكون المسبوك مكونًا من مواد لا تستطيع آلات الخزان الساخن إنتاجها، مثل سبائك الالمنيوم وسبائك المغنيسيوم والنحاس والزنك، وهذا النوع من الآلات يعمل بمصهور المعادن، أولا يصهر المعدن في فرن منفصل، ثم تنقل كمية محدودة خزان الآلة حيث تدخل الشحنة إلى خزان القذف غير الساخن (أسطوانة الحقن) هذه الشحنة تدخل إلى القالب بواسطة مكبس ميكانيكي أو هيدروليكي. وأهم عيوب هذه العملية هو بطء الدورة بالإضافة إلى الحاجة لنقل المعدن المصهور من الفرن إلى الآلة.
تصنع قوالب السباكة عادة من صلب العدة لأن حديد الزهر لا يستطيع تحمل الضغط العالي، لذالك فالقوالب تكون غالية الثمن، ونتيجة ارتفاع تكلفة الإنتاج. وقد يحتوي القلب على تجوف واحد أو على مجموعة من التجاويف من نفس الشكل أو من أشكال مختلفة. ويجب أن يتكون القالب من جزئين على الأقل للسماح بانفصال وقذف المسبوك بعد الانتهاء، وتحتوي القوالب أيضا على نظام تبريد ومسامير القذف وفتحات مسامية تكون عميقة وصغيرة. بالإضافة إلى أن القالب قد يحتوي على دليك ويصنع من المعدن، وليس من الرمل نتيجة وجود الضغط العالي، والذي يسبب تلف الدليك المصنوع من الرمل. وقد يستخدم الدليك المفقود عندما يكون الشكل المطلوب ذو طبيعة خاصة، مثل عمل مجرى لولبي للبرغي مثلا. ويوضع الدليك يدوياً عند كل دورة داخل القالب، ويخرج مع الشغلة عند نهاية الدورة، ويخرج يدويًا من المسبوك. حالة الدليك المفقود أغلى لأنها نساعد على زيادة الإنتاج وتوفير الوقت. حياة القالب تحدد بمعدل التصاق المواد به ومعدل تآكله، والذي يرجع بشكل رئيسي لدرجة حرارة المعدن المصهور، فمثلا قالب سبائك الألمنيوم يعيش حتى 100,000 دورة إذا استخدم بطريقة جيدة على خلاف القالب الذي ينتج المغنيسيوم الذي يعيش أطول لأن المغنيسيوم ينصهر عند درجة حرارة أقل.

## مميزات وعيوب
المميزات
- دقة عالية في الأبعاد.
- أسطح فائقة التشطيب.
- إمكانية إنتاج المنتجات المعقدة.
- إضافة بعض القطع مثل ثقوب البراغي.
- تقليل أو عدم استخدام عمليات التشغيل الثانوية.
- الإنتاج الكمي والسريع.

العيوب
- كتلة المسبوك يجب أن تكون ما بين 30 غرام حتى 10 كيلو غرام.
- يجب أن يكون المسبوك أصغر من 600 ملم.
- ارتفاع التكلفة المبدئية.
- يجب أن يكون المعدن المصهور عالي السيولة.
- وجود مسامات في القالب.
- سماكة القالب يجب أن لا تتعدى 13 ملم.

## خامات السباكة بالقوالب
تعد سبائك الزنك والألمنيوم والمغنيسيوم والنحاس والرصاص الخامات الرئيسية المستخدمة في السباكة بالقوالب، ولكل منها مميزاته وعيوبه.

## صور

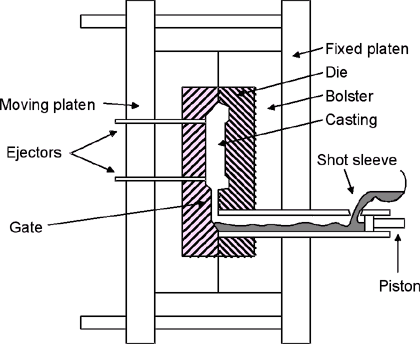
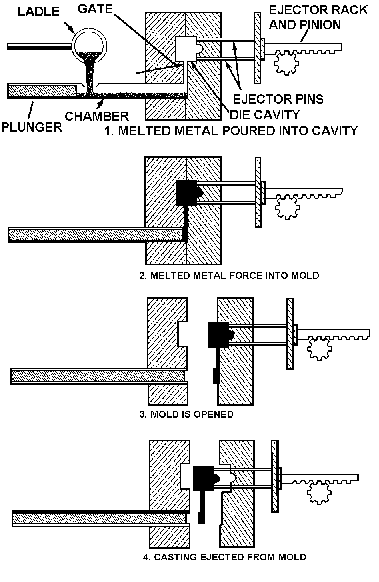

## اقرأ أيضًا
- السبك في القوالب الرملية
- سبك تدويمي